# Kasper Dolberg
Kasper Dolberg Rasmussen (Silkeborg, 6 ottobre 1997) è un calciatore danese, attaccante dell'Anderlecht e della nazionale danese.

## Caratteristiche tecniche
Centravanti abile nel gioco aereo e dotato di buona tecnica individuale, spicca per le ottime capacità finalizzative. Ha notevoli qualità nel gioco dentro l'area di rigore, oltreché un'ottima velocità e controllo di palla.

## Carriera

### Club

#### Gli inizi, Ajax
Ha debuttato nella massima serie danese con la maglia del Silkeborg nel 2015, giocando tre partite. Nel gennaio 2015 è stato acquistato per 200.000 euro dall'Ajax su indicazione dell'osservatore John Steen Olsen, con cui, dopo un anno nelle giovanili, ha esordito in Eredivisie il 7 agosto 2016, alla prima giornata di campionato, sul campo dello Sparta Rotterdam.
Una settimana dopo ha segnato i suoi primi due gol da professionista nel pareggio per 2-2 contro il Roda JC. Il 24 settembre seguente ha messo a segno un'altra doppietta, nel 5-1 interno rifilato al PEC Zwolle, e il 20 novembre ha realizzato una tripletta contro il N.E.C., in un match vinto per 5-0. L'11 maggio 2017 ha messo a segno l'unica rete nella sconfitta per 3-1 in casa del Olympique Lione, permettendo ai lancieri di conquistare la qualificazione alla finale di Europa League, poi persa contro il Manchester Utd.
L'anno seguente non brilla complice anche qualche infortunio di troppo, mentre nel 2018-2019 con 12 gol contribuisce alla vittoria di campionato e Coppa.

#### Nizza e vari prestiti
Il 29 agosto 2019 viene ceduto al Nizza per circa 20 milioni di euro. Qualche giorno dopo è protagonista di una singolare avventura: un prezioso orologio gli verrà rubato dal compagno di squadra Lamine Diaby-Fadiga, il quale subirà la rescissione del contratto per questo furto. Il 2 febbraio 2020 realizza una doppietta in campionato, determinando la vittoria per il Nizza 2-1 contro il Lione.
Il 1º settembre 2022 viene ceduto in prestito al Siviglia. Tuttavia in terra iberica trova poco spazio, ragion per cui il 2 gennaio 2023 il prestito viene rescisso e, contestualmente, viene ceduto (sempre a titolo temporaneo) all'Hoffenheim. Il 25 maggio seguente il club tedesco annuncia che non avrebbe riscattato il giocatore.

#### Anderlecht
Il 7 luglio 2023 viene ceduto a titolo definitivo all'Anderlecht, con cui sigla un contratto quadriennale.

### Nazionale
Il 2 settembre 2016 ha debuttato con l'Under-21, entrando al 73' e andando anche a segno nella vittoria esterna per 4-0 contro il Galles, valida per le qualificazioni agli Europei Under-21 2017.
L'11 novembre 2016 ha esordito nella Nazionale maggiore danese, subentrando all'82' ad Andreas Cornelius nel match di qualificazioni mondiali vinto per 4-1 contro il Kazakistan. Il 10 giugno 2017 mette a segno la prima rete con la maglia della nazionale danese nella vittoria esterna per 3-1 sul Kazakistan. Successivamente viene convocato per i Mondiali 2018, manifestazione in cui scende in campo in una sola occasione.
Convocato per gli Europei 2020, il 26 giugno 2021 segna una doppietta negli ottavi di finale, nella vittoria 4-0 sul Galles. Il 3 luglio 2021 mette a segno al 42º la rete del momentaneo 2-0 contro la Repubblica Ceca, nella gara valida per i quarti di finale della manifestazione continentale.

## Statistiche

### Presenze e reti nei club
Statistiche aggiornate al 29 marzo 2025.
| Stagione          | Squadra           | Campionato        | Campionato | Campionato | Coppe nazionali | Coppe nazionali | Coppe nazionali | Coppe continentali | Coppe continentali | Coppe continentali | Altre coppe | Altre coppe | Altre coppe | Totale | Totale | Totale |
| Stagione          | Squadra           | Comp              | Pres       | Reti       | Comp            | Pres            | Reti            | Comp               | Pres               | Reti               | Comp        | Pres        | Reti        | Pres   | Reti   |        |
| ----------------- | ----------------- | ----------------- | ---------- | ---------- | --------------- | --------------- | --------------- | ------------------ | ------------------ | ------------------ | ----------- | ----------- | ----------- | ------ | ------ | ------ |
| mag. 2015         | Silkeborg         | SL                | 3          | 0          | CD              | 0               | 0               | -                  | -                  | -                  | -           | -           | -           | 3      | 0      |        |
| 2016-2017         | Ajax              | ED                | 29         | 16         | CO              | 2               | 0               | UCL+UEL            | 4+13               | 1+6                | -           | -           | -           | 48     | 23     |        |
| 2017-2018         | Ajax              | ED                | 23         | 6          | CO              | 3               | 3               | UCL+UEL            | 2+2                | 0                  | -           | -           | -           | 30     | 9      |        |
| 2018-2019         | Ajax              | ED                | 25         | 11         | CO              | 4               | 1               | UCL                | 9                  | 0                  | -           | -           | -           | 38     | 12     |        |
| ago. 2019         | Ajax              | ED                | 1          | 0          | CO              | 0               | 0               | UCL                | 1                  | 0                  | SO          | 1           | 1           | 3      | 1      |        |
| Totale Ajax       | Totale Ajax       | Totale Ajax       | 78         | 33         |                 | 9               | 4               |                    | 31                 | 7                  |             | 1           | 1           | 119    | 45     |        |
| ago. 2019-2020    | Nizza             | L1                | 23         | 11         | CF+CdL          | 3+0             | 0               | -                  | -                  | -                  | -           | -           | -           | 26     | 11     |        |
| 2020-2021         | Nizza             | L1                | 25         | 6          | CF              | 1               | 0               | UEL                | 3                  | 0                  | -           | -           | -           | 29     | 6      |        |
| 2021-2022         | Nizza             | L1                | 26         | 6          | CF              | 4               | 1               | -                  | -                  | -                  | -           | -           | -           | 30     | 7      |        |
| Totale Nizza      | Totale Nizza      | Totale Nizza      | 74         | 23         |                 | 8               | 1               |                    | 3                  | 0                  |             | -           | -           | 85     | 24     |        |
| 2022-gen. 2023    | Siviglia          | PD                | 4          | 0          | CR              | 0               | 0               | UCL                | 4                  | 0                  | -           | -           | -           | 8      | 0      |        |
| gen.-giu. 2023    | Hoffenheim        | BL                | 13         | 1          | CG              | 1               | 1               | -                  | -                  | -                  | -           | -           | -           | 14     | 2      |        |
| 2023-2024         | Anderlecht        | D1                | 39         | 15         | CB              | 3               | 0               | -                  | -                  | -                  | -           | -           | -           | 42     | 15     |        |
| 2024-2025         | Anderlecht        | D1                | 22         | 14         | CB              | 4               | 5               | UEL                | 9                  | 1                  | -           | -           | -           | 35     | 20     |        |
| Totale Anderlecht | Totale Anderlecht | Totale Anderlecht | 61         | 29         |                 | 7               | 5               |                    | 9                  | 1                  |             | -           | -           | 77     | 33     |        |
| Totale carriera   | Totale carriera   | Totale carriera   | 233        | 86         |                 | 25              | 11              |                    | 47                 | 8                  |             | 1           | 1           | 306    | 106    |        |

### Cronologia presenze e reti in nazionale
| Cronologia completa delle presenze e delle reti in nazionale ― Danimarca | Cronologia completa delle presenze e delle reti in nazionale ― Danimarca | Cronologia completa delle presenze e delle reti in nazionale ― Danimarca | Cronologia completa delle presenze e delle reti in nazionale ― Danimarca | Cronologia completa delle presenze e delle reti in nazionale ― Danimarca | Cronologia completa delle presenze e delle reti in nazionale ― Danimarca | Cronologia completa delle presenze e delle reti in nazionale ― Danimarca | Cronologia completa delle presenze e delle reti in nazionale ― Danimarca |
| Data                                                                     | Città                                                                    | In casa                                                                  | Risultato                                                                | Ospiti                                                                   | Competizione                                                             | Reti                                                                     | Note                                                                     |
| ------------------------------------------------------------------------ | ------------------------------------------------------------------------ | ------------------------------------------------------------------------ | ------------------------------------------------------------------------ | ------------------------------------------------------------------------ | ------------------------------------------------------------------------ | ------------------------------------------------------------------------ | ------------------------------------------------------------------------ |
| 11-11-2016                                                               | Copenaghen                                                               | Danimarca                                                                | 4 – 1                                                                    | Kazakistan                                                               | Qual. Mondiali 2018                                                      | -                                                                        | 82’                                                                      |
| 6-6-2017                                                                 | Brøndby                                                                  | Danimarca                                                                | 1 – 1                                                                    | Germania                                                                 | Amichevole                                                               | -                                                                        | 76’                                                                      |
| 10-6-2017                                                                | Almaty                                                                   | Kazakistan                                                               | 1 – 3                                                                    | Danimarca                                                                | Qual. Mondiali 2018                                                      | 1                                                                        | 68’                                                                      |
| 8-10-2017                                                                | Copenaghen                                                               | Danimarca                                                                | 1 – 1                                                                    | Romania                                                                  | Qual. Mondiali 2018                                                      | -                                                                        | 70’                                                                      |
| 2-6-2018                                                                 | Solna                                                                    | Svezia                                                                   | 0 – 0                                                                    | Danimarca                                                                | Amichevole                                                               | -                                                                        | 73’                                                                      |
| 9-6-2018                                                                 | Brøndby                                                                  | Danimarca                                                                | 2 – 0                                                                    | Messico                                                                  | Amichevole                                                               | -                                                                        | 46’                                                                      |
| 26-6-2018                                                                | Mosca                                                                    | Danimarca                                                                | 0 – 0                                                                    | Francia                                                                  | Mondiali 2018 - 1º turno                                                 | -                                                                        | 75’                                                                      |
| 13-10-2018                                                               | Dublino                                                                  | Irlanda                                                                  | 0 – 0                                                                    | Danimarca                                                                | UEFA Nations League 2018-2019 - 1º turno                                 | -                                                                        | 79’                                                                      |
| 16-10-2018                                                               | Herning                                                                  | Danimarca                                                                | 2 – 0                                                                    | Austria                                                                  | Amichevole                                                               | -                                                                        | 46’                                                                      |
| 16-11-2018                                                               | Cardiff                                                                  | Galles                                                                   | 1 – 2                                                                    | Danimarca                                                                | UEFA Nations League 2018-2019 - 1º turno                                 | -                                                                        | 70’ 85’                                                                  |
| 21-3-2019                                                                | Pristina                                                                 | Kosovo                                                                   | 2 – 2                                                                    | Danimarca                                                                | Amichevole                                                               | -                                                                        | 60’                                                                      |
| 7-6-2019                                                                 | Copenaghen                                                               | Danimarca                                                                | 1 – 1                                                                    | Irlanda                                                                  | Qual. Euro 2020                                                          | -                                                                        | 65’                                                                      |
| 10-6-2019                                                                | Copenaghen                                                               | Danimarca                                                                | 5 – 1                                                                    | Georgia                                                                  | Qual. Euro 2020                                                          | 2                                                                        |                                                                          |
| 8-9-2019                                                                 | Tbilisi                                                                  | Georgia                                                                  | 0 – 0                                                                    | Danimarca                                                                | Qual. Euro 2020                                                          | -                                                                        | 67’                                                                      |
| 15-10-2019                                                               | Aalborg                                                                  | Danimarca                                                                | 4 – 0                                                                    | Lussemburgo                                                              | Amichevole                                                               | 2                                                                        | 61’                                                                      |
| 15-11-2019                                                               | Copenaghen                                                               | Danimarca                                                                | 6 – 0                                                                    | Gibilterra                                                               | Qual. Euro 2020                                                          | -                                                                        | 55’                                                                      |
| 18-11-2019                                                               | Dublino                                                                  | Irlanda                                                                  | 1 – 1                                                                    | Danimarca                                                                | Qual. Euro 2020                                                          | -                                                                        | 33’                                                                      |
| 5-9-2020                                                                 | Copenaghen                                                               | Danimarca                                                                | 0 – 2                                                                    | Belgio                                                                   | UEFA Nations League 2020-2021 - 1º turno                                 | -                                                                        | 83’                                                                      |
| 8-9-2020                                                                 | Copenaghen                                                               | Danimarca                                                                | 0 – 0                                                                    | Inghilterra                                                              | UEFA Nations League 2020-2021 - 1º turno                                 | -                                                                        | 76’                                                                      |
| 11-10-2020                                                               | Reykjavík                                                                | Islanda                                                                  | 0 – 3                                                                    | Danimarca                                                                | UEFA Nations League 2020-2021 - 1º turno                                 | -                                                                        | 79’                                                                      |
| 14-10-2020                                                               | Londra                                                                   | Inghilterra                                                              | 0 – 1                                                                    | Danimarca                                                                | UEFA Nations League 2020-2021 - 1º turno                                 | -                                                                        | 37’                                                                      |
| 11-11-2020                                                               | Brøndby                                                                  | Danimarca                                                                | 2 – 0                                                                    | Svezia                                                                   | Amichevole                                                               | -                                                                        | 46’                                                                      |
| 28-3-2021                                                                | Herning                                                                  | Danimarca                                                                | 8 – 0                                                                    | Moldavia                                                                 | Qual. Mondiali 2022                                                      | 2                                                                        |                                                                          |
| 31-3-2021                                                                | Vienna                                                                   | Austria                                                                  | 0 – 4                                                                    | Danimarca                                                                | Qual. Mondiali 2022                                                      | -                                                                        | 77’                                                                      |
| 2-6-2021                                                                 | Innsbruck                                                                | Germania                                                                 | 1 – 1                                                                    | Danimarca                                                                | Amichevole                                                               | -                                                                        | 46’                                                                      |
| 6-6-2021                                                                 | Brøndbyvester                                                            | Danimarca                                                                | 2 – 0                                                                    | Bosnia ed Erzegovina                                                     | Amichevole                                                               | -                                                                        | 46’                                                                      |
| 21-6-2021                                                                | Copenaghen                                                               | Russia                                                                   | 1 – 4                                                                    | Danimarca                                                                | Euro 2020 - 1º turno                                                     | -                                                                        | 60’                                                                      |
| 26-6-2021                                                                | Amsterdam                                                                | Galles                                                                   | 0 – 4                                                                    | Danimarca                                                                | Euro 2020 - Ottavi di finale                                             | 2                                                                        | 70’                                                                      |
| 3-7-2021                                                                 | Baku                                                                     | Rep. Ceca                                                                | 1 – 2                                                                    | Danimarca                                                                | Euro 2020 - Quarti di finale                                             | 1                                                                        | 59’                                                                      |
| 7-7-2021                                                                 | Londra                                                                   | Inghilterra                                                              | 2 – 1 dts                                                                | Danimarca                                                                | Euro 2020 - Semifinale                                                   | -                                                                        | 67’                                                                      |
| 9-10-2021                                                                | Chișinău                                                                 | Moldavia                                                                 | 0 – 4                                                                    | Danimarca                                                                | Qual. Mondiali 2022                                                      | -                                                                        | 46’                                                                      |
| 12-10-2021                                                               | Copenaghen                                                               | Danimarca                                                                | 1 – 0                                                                    | Austria                                                                  | Qual. Mondiali 2022                                                      | -                                                                        | 44’                                                                      |
| 26-3-2022                                                                | Amsterdam                                                                | Paesi Bassi                                                              | 4 – 2                                                                    | Danimarca                                                                | Amichevole                                                               | -                                                                        | 58’                                                                      |
| 29-3-2022                                                                | Copenaghen                                                               | Danimarca                                                                | 3 – 0                                                                    | Serbia                                                                   | Amichevole                                                               | -                                                                        | 56’                                                                      |
| 3-6-2022                                                                 | Saint-Denis                                                              | Francia                                                                  | 1 – 2                                                                    | Danimarca                                                                | UEFA Nations League 2022-2023 - 1º turno                                 | -                                                                        | 59’                                                                      |
| 22-9-2022                                                                | Zagabria                                                                 | Croazia                                                                  | 2 – 1                                                                    | Danimarca                                                                | UEFA Nations League 2022-2023 - 1º turno                                 | -                                                                        | 89’                                                                      |
| 25-9-2022                                                                | Copenaghen                                                               | Danimarca                                                                | 2 – 0                                                                    | Francia                                                                  | UEFA Nations League 2022-2023 - 1º turno                                 | 1                                                                        | 59’                                                                      |
| 22-11-2022                                                               | Al Rayyan                                                                | Danimarca                                                                | 0 – 0                                                                    | Tunisia                                                                  | Mondiali 2022 - 1º turno                                                 | -                                                                        | 65’                                                                      |
| 26-11-2022                                                               | Doha                                                                     | Francia                                                                  | 2 – 1                                                                    | Danimarca                                                                | Mondiali 2022 - 1º turno                                                 | -                                                                        | 73’                                                                      |
| 30-11-2022                                                               | Al Wakrah                                                                | Australia                                                                | 1 – 0                                                                    | Danimarca                                                                | Mondiali 2022 - 1º turno                                                 | -                                                                        | 59’                                                                      |
| 14-10-2023                                                               | Copenaghen                                                               | Danimarca                                                                | 3 – 1                                                                    | Kazakistan                                                               | Qual. Euro 2024                                                          | -                                                                        | 69’                                                                      |
| 17-11-2023                                                               | Copenaghen                                                               | Danimarca                                                                | 2 – 1                                                                    | Slovenia                                                                 | Qual. Euro 2024                                                          | -                                                                        | 86’                                                                      |
| 20-11-2023                                                               | Belfast                                                                  | Irlanda del Nord                                                         | 2 – 0                                                                    | Danimarca                                                                | Qual. Euro 2024                                                          | -                                                                        | 83’                                                                      |
| 23-3-2024                                                                | Copenaghen                                                               | Danimarca                                                                | 0 – 0                                                                    | Svizzera                                                                 | Amichevole                                                               | -                                                                        | 83’                                                                      |
| 26-3-2024                                                                | Brøndbyvester                                                            | Danimarca                                                                | 2 – 0                                                                    | Fær Øer                                                                  | Amichevole                                                               | -                                                                        | 76’                                                                      |
| 5-6-2024                                                                 | Copenaghen                                                               | Danimarca                                                                | 2 – 1                                                                    | Svezia                                                                   | Amichevole                                                               | -                                                                        | 86’                                                                      |
| 8-6-2024                                                                 | Brøndbyvester                                                            | Danimarca                                                                | 3 – 1                                                                    | Norvegia                                                                 | Amichevole                                                               | -                                                                        | 63’                                                                      |
| 16-6-2024                                                                | Stoccarda                                                                | Slovenia                                                                 | 1 – 1                                                                    | Danimarca                                                                | Euro 2024 - 1º turno                                                     | -                                                                        | 83’                                                                      |
| 25-6-2024                                                                | Monaco di Baviera                                                        | Danimarca                                                                | 0 – 0                                                                    | Serbia                                                                   | Euro 2024 - 1º turno                                                     | -                                                                        | 59’                                                                      |
| 5-9-2024                                                                 | Copenaghen                                                               | Danimarca                                                                | 2 – 0                                                                    | Svizzera                                                                 | UEFA Nations League 2024-2025 - 1º turno                                 | -                                                                        | 62’                                                                      |
| 12-10-2024                                                               | Murcia                                                                   | Spagna                                                                   | 1 – 0                                                                    | Danimarca                                                                | UEFA Nations League 2024-2025 - 1º turno                                 | -                                                                        | 73’                                                                      |
| 15-10-2024                                                               | San Gallo                                                                | Svizzera                                                                 | 2 – 2                                                                    | Danimarca                                                                | UEFA Nations League 2024-2025 - 1º turno                                 | -                                                                        | 76’                                                                      |
| 15-11-2024                                                               | Copenaghen                                                               | Danimarca                                                                | 1 – 2                                                                    | Spagna                                                                   | UEFA Nations League 2024-2025 - 1º turno                                 | -                                                                        | 79’                                                                      |
| 18-11-2024                                                               | Leskovac                                                                 | Serbia                                                                   | 0 – 0                                                                    | Danimarca                                                                | UEFA Nations League 2024-2025 - 1º turno                                 | -                                                                        | 25’ 70’                                                                  |
| 10-6-2025                                                                | Odense                                                                   | Danimarca                                                                | 5 – 0                                                                    | Lituania                                                                 | Amichevole                                                               | 1                                                                        |                                                                          |
| Totale                                                                   |                                                                          | Presenze                                                                 | 55                                                                       |                                                                          | Reti                                                                     | 12                                                                       |                                                                          |

## Palmarès

### Club

#### Competizioni nazionali
- Coppa dei Paesi Bassi: 1

Ajax: 2018-2019
- Campionato olandese: 1

Ajax: 2018-2019
- Supercoppa dei Paesi Bassi: 1

Ajax: 2019

### Individuale
- Talento dell'anno in Eredivisie: 1

2016-2017